# Episodi di Sons of Butcher (prima stagione)
La prima stagione della serie animata Sons of Butcher, composta da 13 episodi, è stata trasmessa in Canada, da Teletoon, dal 5 agosto al 28 ottobre 2005.
In Italia è stata trasmessa da All Music dal 5 marzo al 28 maggio 2008.
| nº | Titolo originale   | Titolo italiano      | Prima TV USA      | Prima TV Italia |
| -- | ------------------ | -------------------- | ----------------- | --------------- |
| 1  | Buryin' the Past   |                      | 5 agosto 2005     | 5 marzo 2008    |
| 2  | Huntin' the Legend | Caccia alla leggenda | 12 agosto 2005    | 12 marzo 2008   |
| 3  | Livin' the Dream   |                      | 19 agosto 2005    | 19 marzo 2008   |
| 4  | Findin' the Nuts   |                      | 26 agosto 2005    | 26 marzo 2008   |
| 5  | Losin' the Love    |                      | 2 settembre 2005  | 2 aprile 2008   |
| 6  | Fishin' the Hole   |                      | 9 settembre 2005  | 9 aprile 2008   |
| 7  | Savin' the Shop    |                      | 16 settembre 2005 | 16 aprile 2008  |
| 8  | Doin' the Time     |                      | 23 settembre 2005 | 23 aprile 2008  |
| 9  | Suckin' the Soul   |                      | 30 settembre 2005 | 30 aprile 2008  |
| 10 | Payin' the Bills   |                      | 7 ottobre 2005    | 7 maggio 2008   |
| 11 | Lovin' the Granny  |                      | 14 ottobre 2005   | 14 maggio 2008  |
| 12 | Walkin' the Dog    |                      | 21 ottobre 2005   | 21 maggio 2008  |
| 13 | Rockin' the Boat   |                      | 28 ottobre 2005   | 28 maggio 2008  |